# 大蔵寺 (宇陀市)

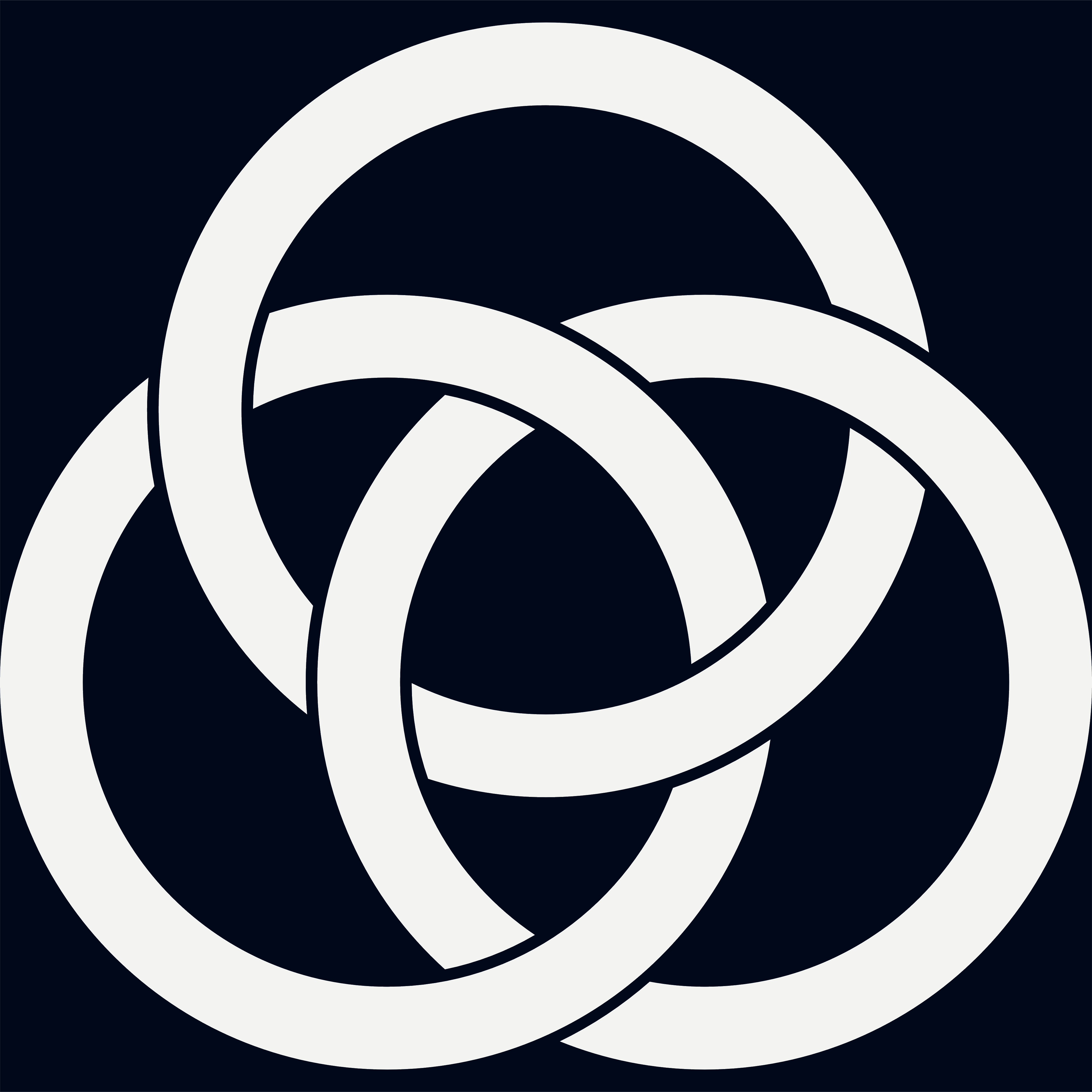
家紋：三つ輪違い（みつ わちがい）紋。

大蔵寺 （おおくらじ）は、奈良県宇陀市大宇陀栗野（おおうだくりの）にある龍門真言宗の寺院である。山号は雲管山（うんかんざん）。院号は医王院。本尊は薬師如来。

## 歴史
大蔵寺のある宇陀市大宇陀地域は、古代には阿騎野と呼ばれ、皇室の狩猟地であった。大宇陀の中心の松山地区は近世初期には宇陀松山藩が置かれたところで、松山は国の重要伝統的建造物群保存地区として選定されている。
大蔵寺は松山地区と吉野方面を結ぶ国道370号沿いの山中の栗野地区にあり、国道から急な坂道を1kmほど登ったところに位置する。
大蔵寺の草創については判然としない。寺伝では用明天皇の勅願により聖徳太子が創建したと伝わる。平安時代初期には37歳の空海（弘法大師）が入山し、真言宗最初の道場と定めたとされる。弘法大師が高野山を開く前に道場としたとされることから「元高野」とも呼ばれており、石碑が残っている。

## 建造物
- 本堂（重要文化財）

鎌倉時代の建築。寄棟造、杮（こけら）葺き。
- 大師堂（重要文化財）

鎌倉時代の建築。宝形造と杮葺きの建物で、弘法大師を祀る大師堂としては日本最古とされる。堂内には「厄除開運の御影」とも呼ばれる空海37歳の坐像が安置される。
- 弁事堂

本堂より一段低い場所にある庫裏の脇に建つ小堂。明治時代の美術界を指導した岡倉天心が寄進したもの。この寺の住職をしていた丸山貫長（明治の廃仏毀釈の時代に仏教復興運動に取り組んだ人物）は天心と親交があった。内部に鎌倉時代の地蔵菩薩坐像を安置する。

## 文化財

### 重要文化財
- 本堂
- 大師堂
- 木造薬師如来立像

本堂に安置される秘仏で、平安時代後期の作。像高265cm。彩色や金箔を施さない素地仕上げとする。衣文を密に刻まない素朴な作風の像である。
- 木造天部形立像（てんぶぎょうりゅうぞう）

平安時代後期の作。像高169cm。「天部」とは、毘沙門天・帝釈天のような仏教の守護神である「〇〇天」と呼ばれる仏像の総称。本像は正確な像名が不明のため、重要文化財指定名称は「天部形像」となっている。

### 奈良県指定有形文化財
- 木造地蔵菩薩立像
- 木造地蔵菩薩坐像
- 石造十三重塔－延応2年（1240年）銘

- 大蔵寺旧蔵で売却済みの文化財
  - 絹本著色阿弥陀聖衆来迎図（奈良県指定有形文化財） [1] 平成29年3月13日官報号外政府調達第48号（随意契約に関する公示）及び平成29年5月11日官報号外政府調達第87号（落札者等の公示）- 2017年（平成29年）、国立文化財機構（奈良国立博物館）に50,000,000円売却[1]。
  - 絹本著色聖徳太子絵伝（奈良県指定有形文化財）閉じる [2] 平成30年3月12日官報号外政府調達第46号（随意契約に関する公示、p.40）及び平成29年6月1日官報号外政府調達第101号（落札者等の公示、p.132） - 2018年（平成30年）、国立文化財機構（奈良国立博物館）に40,000,000円で売却[2]。
- ［3］絹本著色両界曼荼羅図 - 2018年（平成30年）、国立文化財機構（奈良国立博物館）に30,000,000円で売却[3]
  - 国立文化財機構購入文化財一覧 （日本語）

## アクセス

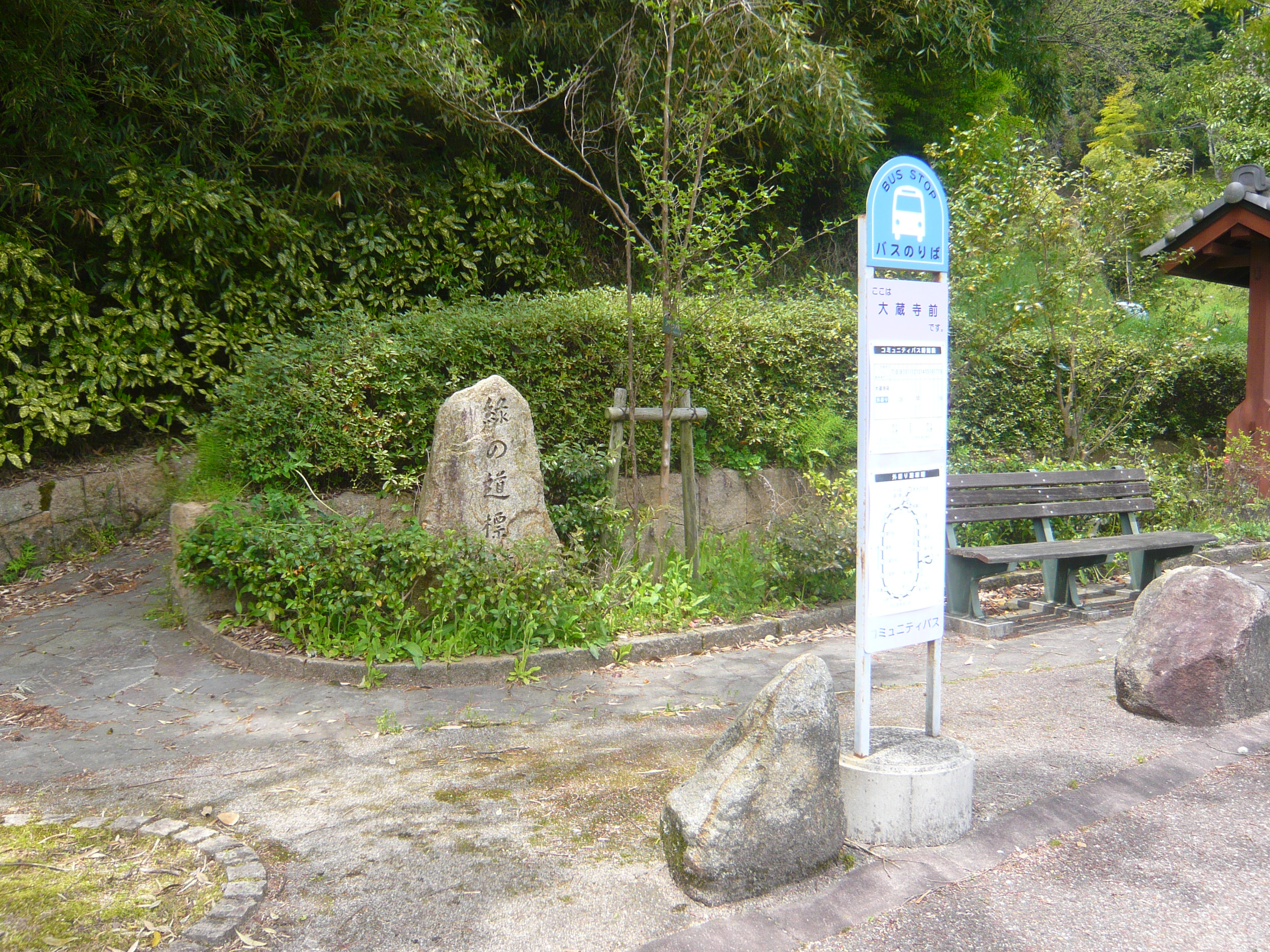
大蔵寺バス停と「緑の道標」

- 近鉄大阪線榛原駅より奈良交通バス（大宇陀行）終点「大宇陀」下車徒歩（約5km）（※ 境内への立入りは禁止。）

大蔵寺名義のウェブサイトによると、2020年（令和2年）11月1日以降、同寺では、参拝目的の場合も含め、部外者の立入りを禁止している。